# Ланганс Мартин Рудольфович
Ланганс Мартин Рудольфович (22 жовтня 1852, м. Херсон — 11 (23) вересня 1883, Санкт-Петербург) — революційний діяч, мемуарист. З родини прусського підданого, управителя маєтку в Херсонській губернії.

## Біографія
Народився в м. Херсон. Навчався у місцевій гімназії, 1871 — 1872 рр. — в Петербурзькому технологічному інституті. Через матеріальні нестатки займався репетиторством. Пристав до студентського громадського руху. З погіршенням здоров'я повернувся додому, в Херсоні брав участь у заснованому на засадах комуни товаристві самоосвіти (туди входили, зокрема, його однодумці О. Лукашевич, А. Франжолі, М. Макавеєв, П. Рябков), створив спільно з друзями публічну бібліотеку для молоді.
1873 р. переїхав до Одеси, зайняв посаду викладача російської мови та словесності лютеранського реального училища, вступив до гуртка Ф. Волховського, оволодів ремеслом бондаря. Вів антиурядову пропаганду в Дніпровському повіті Таврійської губернії. Влаштував майстерню в с. Попельнасте Верхньодніпровського повіту Катеринославської губернії (нині село Олександрійського району Кіровоградської області), нелегально зберігав твори К. Маркса, М. Чернишевського, Т. Шевченка.
Улітку 1874 р. заарештований, понад три роки перебував в ув'язненні. 30 (18) жовтня 1877 р. притягнутий до суду за так званим процесом 193-х, спрямованим насамперед проти народників (див. також Процеси над народниками). Протестно відкидаючи висунуті звинувачення, не відповідав на них. Урешті-решт, 5 лютого (23 січня) 1878 р. був виправданий. Поїхав до Одеси, працював коректором місцевої газети «Правда», вчителював у поміщицькій родині. Потім оселився в колонії народників на хуторі родини Русових (див. О. Русов) поблизу с. Шаповалівка (нині село Борзнянського району Чернігівської області).
10 травня (28 квітня) 1879 р. затриманий у м. Київ під чужим прізвищем, безпідставно запідозрений у зв'язках із терористом О. Соловйовим, який учинив замах на імператора Олександра II. По з'ясуванні справжнього імені перебував у різних пересильних тюрмах. У одній з них, у м. Мценськ (нині місто Орловської обл., РФ), його влітку навідала С. Русова. За півроку висланий з Російської імперії. Мешкав у Центральній Європі, перебираючись з м. Кенігсберг (нині м. Калінінград, РФ) до м. Тульча в Румунії.
1880 р. вступив до «Народної волі», обраний до її Виконавчого комітету. Нелегально діставшись Санкт-Петербурга, включився у підготовку вбивства царя. Разом із вагітною дружиною-соратницею по революційній боротьбі Г. Якимовою схоплений поліцією в Києві 3 травня (21 квітня) 1881 р., після чого замкнений до Петропавловської фортеці. 27 (15) лютого 1882 р. Особливим присутствієм Правительствуючого Сенату засуджений на довічну каторгу. Хоча доказів інкримінованого злочину бракувало, він відмовився подавати касаційну скаргу.
Переведений 8 квітня (27 березня) з Трубецького бастіону до Алексеєвського равеліну Петропавловської фортеці, захворів на цингу. Помер від сухот.
Йому не було дано побачення ні з народженим за ґратами сином, ні з пастором. Про смерть Ланганса його мати, Олександра Федотівна, на свій запит дізналася лише 1902 р.